# Oecomys paricola
Oecomys paricola, también denominado Oecomys brasilero, Rata arrocera arborea brasilera, o Rata arrocera arborea del sur del amazonas, es una especie de roedor del género Oecomys de la familia Cricetidae. Vive en las zonas centrales de  Brasil al sur del río Amazonas, donde habita en la zona baja de la pluviselva.